# Рамазанов, Ханмагомед Владиславович
Ханмагомед Владиславович Рамазанов (25 апреля 2003, Махачкала, Дагестан, Россия) — российский тхэквондист. Чемпион и призёр чемпионата России.

## Биография
В июле 2017 года в Белгороде стал победителем первенства России среди юниоров. В августе 2017 года в египетском Шарм-эль-Шейхе в финале первенства мира среди кадетов уступая по ходу поединка представителю Турции, Ханмагомед Рамазанов сумел одержать волевую победу со счетом 37:23. В ноябре 2018 года он стал финалистом на международном турнире G1 Israel Open в израильском городе Рамбла, на решающий поединок врачи не разрешили Ханмагомеду выйти из-за полученной ранее травмы руки. В мае 2019 года в Хабаровске стал победителем на Первенстве России по тхэквондо среди юниоров (15-17 лет). 30 марта 2020 года ему было присвоено звание мастер спорта России. В сентябре 2021 года в Одинцово стал бронзовым призёром чемпионата России. В конце сентября 2022 года в Нальчике, одолев в финале Илью Данилова, стал чемпионом России. В конце сентября 2023 года в Майкопе, уступил в финале Илье Данилову, стал серебряным призёром чемпионата России.

## Достижения
- Чемпионат мира по тхэквондо среди кадетов 2017 — ;
- Чемпионат России по тхэквондо U17 2019 — ;
- Чемпионат России по тхэквондо U17 2020 — ;
- Чемпионат России по тхэквондо 2021 — ;
- Чемпионат России по тхэквондо 2022 — ;
- Чемпионат России по тхэквондо 2023 — ;
- Чемпионат России по тхэквондо 2025 — ;

## Личная жизнь
Уроженец Махачкалы. Студент Института фундаментальной медицины и биологии Казанского федерального университета.